# José Rafael Peralta Cañas
José Rafael Peralta Cañas (Atenas, Costa Rica, 5 de abril de 1898 - San José, Costa Rica, 29 de setiembre de 1960) fue un abogado, político y diplomático costarricense, gobernador de la provincia de San José de 1940 a 1941.  

## Datos familiares
Sus padres fueron el médico don José María Peralta Echeverría (1870-1952), quien fue gobernador de la provincia de Cartago, y doña Celina Cañas Gutiérrez (1873-1958). Tuvo un hermano mayor, José Manuel, que murió a poco de nacer (1896).
Casó en San José el 26 de mayo de 1927 con doña Hilda Ulloa Banuet (div. 1939). con quien tuvo dos hijos: don Arnaldo Peralta Ulloa (1928-2001), casado en 1959 con Louise Zukauskas y padre de don Arnaldo J. Peralta Zukauskas (n. 25 de julio de 1966), y  don Bernal Peralta Ulloa (1931-2015), casado en primeras nupcias en 1959 con doña Margarita Servín y en segundas en 1980 con Anne Olin; con numerosa descendencia en los Estados Unidos.

## Estudios
Cursó sus estudios secundarios en el Colegio de San Luis Gonzaga en la ciudad de Cartago. En agosto de 1916 viajó con destino a los Estados Unidos para cursar estudios superiores. En mayo de 1921 se graduó como abogado en la Escuela de Derecho de la Universidad de Nueva York. Posteriormente cursó otros estudios de Derecho en París. Se incorporó al Colegio de Abogados de Costa Rica el 20 de diciembre de 1924.

## Carrera pública y primeras actividades políticas
El 22 de junio de 1921 se le nombró como agregado honorario de la Legación de Costa Rica en Francia, en reemplazo de don José Joaquín Peralta Esquivel, quien fue ascendido a secretario de la misma legación. Estuvo nombrado en ese cargo hasta julio de 1928. aunque regresó definitivamente a Costa Rica en enero de 1924. En París trabajó bajo la dirección del ministro plenipotenciario de Costa Rica en Francia don Manuel María de Peralta y Alfaro, II° marqués de Peralta, quien era su tío paterno. Por ser heredero de mejor derecho del marquesado de Peralta después de su padre se le conoció con el sobrenombre de "el marquesito", aunque nunca gestionó la transmisión a su favor de esa dignidad nobiliaria.
A poco de su regreso a Costa Rica empezó a interesarse por la política. En 1928 participó en un grupo de tendencias nacionalistas y de conciencia social encabezado por el doctor Ricardo Moreno Cañas y en 1931 en una organización llamada Liga Patriótica Renovadora, en la que defendió el otorgamiento del voto a las mujeres. Para las elecciones de 1932 apoyó la candidatura presidencial de Manuel Castro Quesada. En 1933 se unió al Partido Nacionalista y en las elecciones legislativas de 1934 fue candidato a diputado por la provincia de San José. En las elecciones de 1936 apoyó la postulación de don Octavio Béeche Argüello. y en 1939 se unió tempranamente a los partidarios del doctor Rafael Ángel Calderón Guardia, quien fue elegido presidente de la República para el período 1940-1944.

## Gobernador de la provincia de San José
Mediante acuerdo n° 2 de 8 de mayo de 1940, el presidente Calderón Guardia lo nombró gobernador de la provincia de San José, cargo que conllevaba el de ejecutivo municipal del cantón central de San José y que equivalía al actual de alcalde. Su predecesor fue don Manuel Rodó Parés. Fue juramentado como gobernador el 9 de mayo de 1940.
Entre las obras de su administración cabe mencionar la reparación de los llamados lavaderos del padre Umaña, utilizados en San José por personas de escasos recursos, y la creación de un servicio de obstetricia para mujeres pobres; la colocación de un busto en San José del prócer cubano Antonio Maceo y la inauguración del Paseo Sarmiento y la plaza de deportes del Barrio México; el mejoramiento de la cañería de San José; el impulso a la remodelación del Mercado Central; el asfaltado de numerosas calles de los barrios suburbanos; el apoyo al Reformatorio de Varones de San Dimas; diversas labores en pro del ornato y la seguridad en la capital; la ayuda a los indigentes de la tercera edad y la pavimentación de las calles principales de San Isidro de Coronado. Promovió, sin éxito, que se reconstruyera la estatua de don Mauro Fernández, destruida en 1919.
En marzo de 1941 efectuó una prolongada gira por todos los cantones de la provincia.
En mayo de 1941 tuvo un grave enfrentamiento con varios regidores de la Municipalidad de San José, por la práctica que tenían de obtener del Poder Ejecutivo materiales de construcción para la realización de obras en barrios o zonas de su particular interés, desarticulando así la planificación de las actividades municipales. El 7 de mayo de 1941, la mayoría de los regidores pidió su dimisión. Estos y otros problemas llevaron al presidente Calderón Guardia, en setiembre de 1941, a la decisión de separar a Peralta de la gobernación de la provincia y nombrar nuevamente como gobernador a don Manuel Rodó Parés.
En 1941 fue delegado de Costa Rica al II° Congreso Interamericano de Municipios, celebrado en Chile.

## Cargos en el Ministerio de Relaciones Exteriores
En setiembre de 1941 fue nombrado como jefe de la Sección de Consulados de la Secretaría de Relaciones Exteriores. También tuvo el cargo de traductor oficial de la Cancillería, debido a su dominio de los idiomas inglés y francés. El 25 de mayo de 1948 se le nombró como director de Protocolo, cargo que desempeñó hasta el 9 de noviembre de ese mismo año, cuando se aceptó su dimisión. A los pocos días también renunció al cargo de traductor oficial de la Cancillería.
El 13 de mayo de 1954 volvió al Ministerio de Relaciones Exteriores, como jefe de la Sección de Centroamérica, Panamá y el Caribe. El 31 de julio de 1954 fue nombrado como secretario general de la Cancillería y el 20 de diciembre de 1957 como oficial mayor. Desempeñó este cargo hasta su renuncia definitiva en 1959. 
En 1956 la ODECA lo nombró como observador en el I Congreso de Historia de Centroamérica y Panamá, celebrado en San José.

## Actividades privadas
En el ámbito privado, se dedicó con éxito a actividades agropecuarias y comerciales. Fue socio del Club Rotario y miembro de la Academia Costarricense de Ciencias Genealógicas desde 1953 hasta su fallecimiento.